# Rubén Douglas
Pour les articles homonymes, voir Douglas.
Rubén Enrique Douglas, né le 30 octobre 1979 à Pasadena (Californie, États-Unis) et mort le 12 avril 2024 au Costa Rica,, est un joueur de basket-ball, panaméen (par son père) et américain.

## Biographie
Rubén Douglas évolue au poste d'ailier et mesure 1,96 m.
Lors de sa dernière saison universitaire avec les Los Lobos, l'équipe universitaire de l'université du Nouveau-Mexique (en 2002-2003), il tourne en moyenne à 28 points par rencontre (meilleur total pour la NCAA cette saison). Il n'est cependant drafté par aucune équipe lors de la Draft 2003 de la NBA.
Le 16 février 2009, il signe avec le Lottomatica Roma.

## Palmarès
- Vainqueur de l'ULEB Cup : 2006
- MVP de la finale de l'ULEB Cup : 2006
- Champion d'Italie : 2005

## Sélections
- Membre de la sélection panaméenne avec laquelle il a participé à la Coupe du Monde en 2006